# 台灣石虎保育協會
台灣石虎保育協會（英語：Leopard Cat Association of Taiwan）是台灣的石虎保育團體，2017年10月成立。首屆理事長及現任秘書長是有「石虎媽媽」之稱的陳美汀。

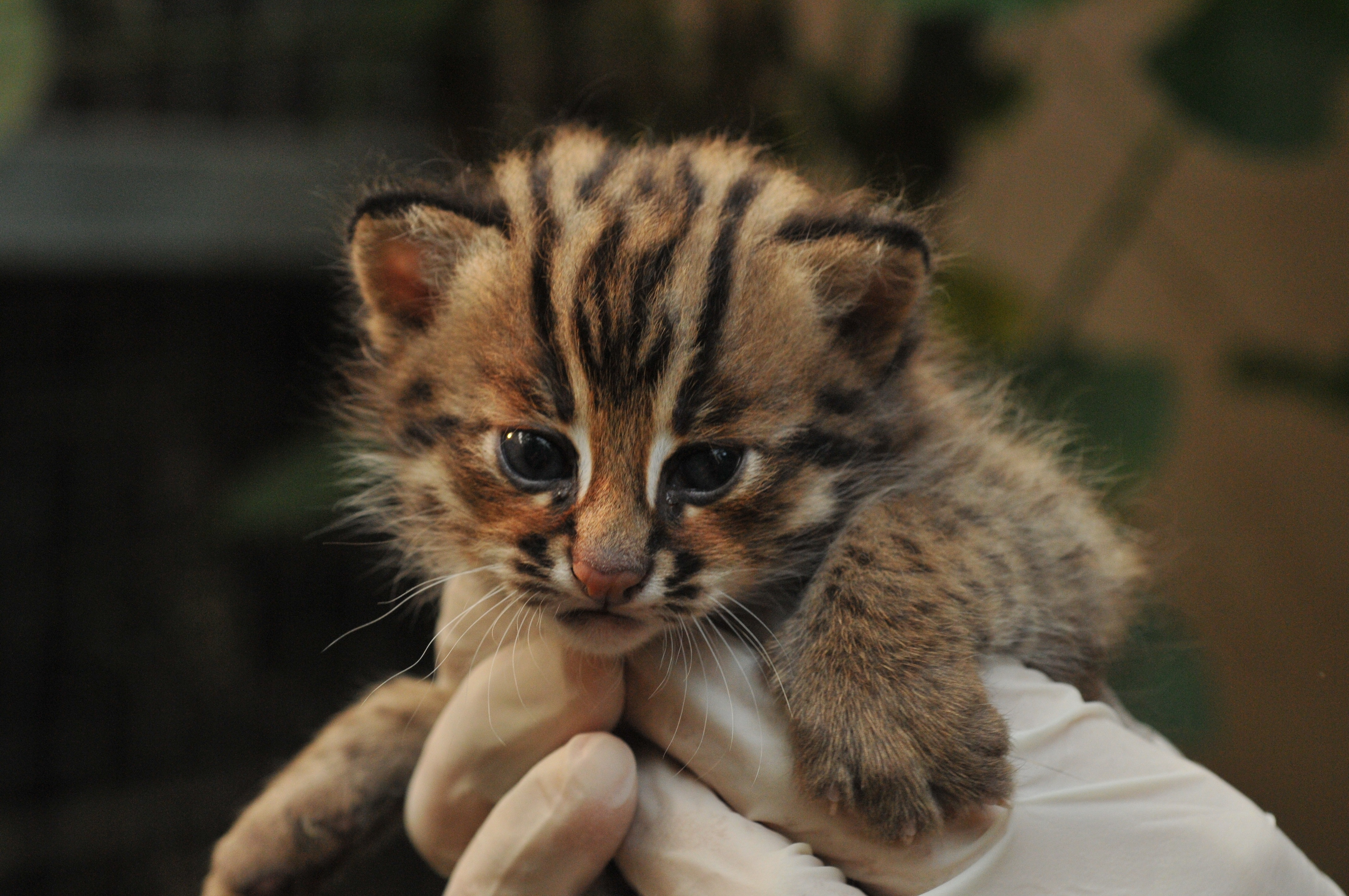
一隻台灣的石虎。

## 歷史
2017年10月8日，一群關切石虎的民間人士在苗栗縣通霄鎮成立台灣石虎保育協會，研究石虎多年的陳美汀當選首屆理事長。
由於石虎常因闖入雞舍獵食而落入捕獸夾陷阱致死，台灣石虎保育協會自2018年起發起募資，將計畫改造苗栗縣上百座雞舍，以讓石虎無法進入雞舍，減少其傷亡。
2019年6月，台灣石虎保育協會為反對設於石虎棲地的裕隆集團三義二廠開發案，而與Avaaz聯合發起名為「守護台灣最後500隻石虎的棲地」的連署，在一個月內已有八十多萬人簽署，迫使裕隆集團將環評程序延緩一年。2022年，台灣石虎保育協會也與其他團體反對位於石虎重要棲地銅鑼鄉竹森村的光電廠開發案。2022年5月，台灣石虎保育協會與台灣動物社會研究會表態反對台灣大學實驗動物照護及使用委員會的石虎異種複製計畫，對其提出4點質疑。

## 歷任理事長
- 陳美汀（2017年10月－2022年3月）
- 劉威廷（2022年3月－）

## 榮譽
- 2022年8月，獲行政院農業委員會林務局頒授「推動野生動物生命教育楷模獎」[12]。

## 外部連結
- 官方网站
- 台灣石虎保育協會的Facebook專頁